# Andrei Smirnov
Andrei Smirnov (n. 11 aprilie 1957, Leningrad, RSFS Rusă, URSS – d. 16 octombrie 2019, Sankt Petersburg, Rusia) a fost un înotător ce a reprezentat Uniunea Republicilor Sovietice Socialiste, medaliat olimpic. A participat la o ediție a Jocurilor Olimpice (1976) în care a câștigat o medalie de bronz.

## Participări
Lista de mai jos prezintă principalele competiții la care a participat Andrei Smirnov de-a lungul carierei.
- swimming at the 1976 Summer Olympics – men's 400 metre individual medley[*]